# Obština Antonovo
Obština Antonovo (bulharsky Община Антоново) je bulharská jednotka územní samosprávy v Tărgovišťské oblasti. Leží ve středním Bulharsku v Předbalkánu a na severních svazích Staré planiny. Správním střediskem je město Antonovo, kromě něj zahrnuje obština 56 vesnic. Žije zde necelých 5 tisíc stálých obyvatel.

## Sídla
| - Antonovo (sídlo správy) - Bankovec - Bogomolsko - Bukak - Čekanci - Černa Voda - Černi Brjag - Dăbravica - Devino - Dlăžka Poljana - Dobrotica - Dolna Zlatica - Glašataj - Goljamo Doljane - Gorna Zlatica - Chalvadžijsko - Izvorovo - Jarebično - Jastrebino | - Jazovec - Kapište - Kăpinec - Kitino - Kjosevci - Konop - Krajpole - Krušolak - Ljubičevo - Malka Čerkovna - Malogradec - Manuševci - Mečovo - Milino - Moravica - Moravka - Orač - Pčelno - Pirinec | - Porojno - Prisojna - Ravno Selo - Razdelci - Semerci - Slănčovec - Stara Rečka - Starčište - Stevrek - Stojnovo - Strojnovci - Svirčovo - Svobodica - Šiškovica - Tajmište - Tichovec - Treskavec - Velikovci - Veljovo |

## Sousední obštiny
| Růžice kompasu | Stražica  | Popovo           | Tărgovište | Růžice kompasu |
| Růžice kompasu | Zlatarica | Sever            | Omurtag    | Růžice kompasu |
| Růžice kompasu | Zlatarica | Obština Antonovo | Omurtag    | Růžice kompasu |
| Růžice kompasu | Zlatarica | Jih              | Omurtag    | Růžice kompasu |
| Růžice kompasu | Elena     | Sliven           | Kotel      | Růžice kompasu |

## Obyvatelstvo
V obštině žije 4 853 stálých obyvatel a včetně přechodně hlášených obyvatel 7 105. Podle sčítáni 1. února 2011 bylo národnostní složení následující:
- Turci: 2 975 (50.1 %)
- Bulhaři: 1 660 (28.0 %)
- Romové: 1 212 (20.4 %)
- ostatní: 91 (1.5 %)